# Ordem dos Agostinianos Descalços
A Ordem dos Agostinianos Descalços, Ordem dos Agostinhos Descalços ou Ordem dos Frades Eremitas Descalços de Santo Agostinho (Ordo Fratrum Eremitarum Discalceatorum Sancti Augustini: OEDSA ou Ordo Augustiniensium Discalceatorum: OAD) é um ramo da Ordem de Santo Agostinho, surgido de um anseio de renovação espiritual que surgiu dentro da Ordem Agostiniana e que deu origem a uma reforma, cujos membros adotaram o uso de sandálias como sinal externo de desprendimento, de penitência e de entrega total a Divina Providência.

## Origem
A 19 de maio de 1592, o centésimo Capítulo Geral da Ordem de Santo Agostinho, como resposta ao pedido do Concílio de Trento, que as ordens religiosas voltassem a ter maior disciplina regular e uma observância mais estrita dos votos religiosos de pobreza, castidade e obediência, através de um decreto, prescreveu a reforma a todos os conventos da Ordem. Este apelo foi acatado prontamente em Nápoles, onde alguns religiosos constituíram a primeira comunidade reformada, no convento de Santa Maria dell’Olivella.
A 20 de julho de 1592 "Todos revestidos de lã rude, ficaram descalços", dando início a nova Ordem dos Agostinianos Descalços.
Recebe a aprovação do Papa Clemente VIII, iniciando seu desenvolvimento na Itália, até chegar à França e ao Império austro-húngaro. Chegam de Espanha a Portugal, em 1663, inicialmente no sítio do Grilo, em Lisboa, onde rapidamente ganharam a simpatia da povoação ganhando o nome de "frades-grilos".
Os Agostinianos Descalços atingiram seu apogeu no inicio de 1700, chegando a contar mais de dois mil membros em suas comunidades, entre irmãos e padres.
Nos séculos XVII e XVIII, junto com os missionários da Propaganda Fide, trabalharam no Tonquim, atual Vietnã, onde se destacaram por sua dedicação e competência. O reconhecimento pela atuação dos religiosos foi à nomeação, a 3 de outubro de 1735, por parte do Papa Clemente XII, de Frei Hilário Costa de Jesus, como bispo, titular Córico e coadjutor do Vicariato Apostólico de Tonquim oriental.
Estiveram também na China, lá se apresentando como profissionais liberais para poder desempenhar seu trabalho pastoral. Sem dúvida a figura de maior destaque foi a de Dom Frei João Damasceno Salustri da Conceição, nomeado bispo de Pequim, pelo Papa Pio VI, aos 9 de abril de 1778.
Bem mais tarde a Ordem decidiu plantar sua semente em terras brasileiras, pisando a abençoadaTerra de Santa Cruz, aos 12 de junho de 1948.
Finalmente a Ordem voltou ao Oriente, nas Filipinas, na cidade de Cebu, aos 31 de julho de 1994, onde vem desenvolvendo um frutuoso trabalho vocacional.

## A família Agostiniana
A família agostiniana compõe-se dos seguintes ramos:
- Agostinianos Eremitas (Ordo eremitarum Sancti Augustini: OESA); vindos das congregações de eremitas da Itália central, reunidos como frades mendicantes, no século XII. Depois, Ordem de Santo Agostinho: (OSA). Destacaram-se: São Nicolau Tolentino e Martinho Lutero.
- Religiosas Agostinianas, ou Ordem Segunda Agostiniana. Destacou-se, neste ramo, Santa Rita de Cássia.
- Cónegos Regulares de Santo Agostinho (Sacer et Apostolicus Ordo Canonicorum regularium Sancti Augustini).
- Agostinianos Descalços, surgidos de uma reforma de 1592
- Agostinianos Recoletos (OAR), surgidos de uma reforma de 1588, na Espanha.
- Cónegas de Santo Agostinho, vindas, como já dito, da congregação fundada, em 1597.
- Agostinianos da Assunção, fundados em 1845, por Emmanuel d'Alzon, com a finalidade de restaurar o ensino superior, segundo os princípios de Santo Agostinho, combater as sociedades secretas e lutar pela unidade da Igreja.
- Agostinianas da Assunção.